# Francisco Castrejón Ramírez
Francisco Castrejón Ramírez (Tuxpan; 11 de junio de 1947) es un exportero de fútbol mexicano. Fue uno de los tres arqueros de México en la Copa Mundial de 1970, pero no jugó ningún partido allí.

## Trayectoria
Hizo su debut mayor con Pumas UNAM en un partido contra Toluca el 3 de febrero de 1964. Después de ocho años al servicio de los Pumas, se unió al Laguna y jugó para el club en la 1972-73 de la Primera División.
Firmó con Puebla para las dos campañas siguientes, luego se unió al América en 1975, donde tuvo sus momentos más exitosos. Tras una temporada en el CD Tampico, fichó por el Atlas de Guadalajara, antes de terminar su carrera en el Monarcas Morelia en 1983.

## Selección nacional
Debutó en la selección de México como suplente en un amistoso contra Colombia el 4 de febrero de 1969, que terminó en triunfo por 1-0.
El año de 1970 fue el más prolífico con un total de once apariciones internacionales, nueve de los cuales fueron entre el 18 de febrero y el 26 de abril. Por ello, fue convocado en la Copa Mundial de Fútbol, que se celebró en su propio país.
Fue uno de los tres porteros de esa selección mexicana, pero no fue utilizado porque Ignacio Calderón jugó los cuatro partidos.

### Participaciones en Copas del Mundo
| Mundial                        | Sede   | Resultado        |
| ------------------------------ | ------ | ---------------- |
| Copa Mundial de Fútbol de 1970 | México | Cuartos de final |

### Partidos internacionales
| \| N.º \| Fecha \| Ciudad \| Local \| Res. \| Visitante \| Competición \| \| --- \| ------------------------ \| ------------------ \| -------------- \| ---- \| ---------------- \| ------------------------------------------------- \| \| 1 \| 4 de febrero de 1969 \| León de Los Aldama \| México \| 1:0 \| Colombia \| Amistoso \| \| 2 \| 20 de mayo de 1969 \| Ciudad de México \| México \| 0:1 \| Perú \| Amistoso \| \| 3 \| 22 de mayo de 1969 \| León de Los Aldama \| México \| 3:0 \| Perú \| Amistoso \| \| 4 \| 1 de junio de 1969 \| Ciudad de México \| México \| 0:0 \| Inglaterra \| Amistoso \| \| 5 \| 18 de febrero de 1970 \| León de Los Aldama \| México \| 2:0 \| Bulgaria \| Amistoso \| \| 6 \| 22 de febrero de 1970 \| Ciudad de México \| México \| 0:0 \| Suecia \| Amistoso \| \| 7 \| 26 de febrero de 1970 \| Ciudad de México \| México \| 0:0 \| Unión Soviética \| Amistoso \| \| 8 \| 1 de marzo de 1970 \| Puebla de Zaragoza \| México \| 0:1 \| Suecia \| Amistoso \| \| 9 \| 5 de marzo de 1970 \| Lima \| Perú \| 0:1 \| México \| Amistoso \| \| 10 \| 15 de marzo de 1970 \| Ciudad de México \| México \| 3:1 \| Perú \| Amistoso \| \| 11 \| 18 de marzo de 1970 \| León de Los Aldama \| México \| 3:3 \| Perú \| Amistoso \| \| 12 \| 22 de abril de 1970 \| Ciudad de México \| México \| 1:1 \| Rumania \| Amistoso \| \| 13 \| 26 de abril de 1970 \| Ciudad de México \| México \| 3:2 \| Rumania \| Amistoso \| \| 14 \| 30 de septiembre de 1970 \| Río de Janeiro \| Brasil \| 2:1 \| México \| Amistoso \| \| 15 \| 1 de diciembre de 1970 \| Ciudad de México \| México \| 3:0 \| Australia \| Amistoso \| \| 16 \| 3 de octubre de 1976 \| Los Angeles \| Estados Unidos \| 0:0 \| México \| Clasificación para el Campeonato Concacaf de 1977 \| \| 17 \| 10 de octubre de 1976 \| Vancouver \| Canadá \| 1:0 \| México \| Clasificación para el Campeonato Concacaf de 1977 \| \| 18 \| 15 de octubre de 1976 \| Puebla de Zaragoza \| México \| 3:0 \| Estados Unidos \| Clasificación para el Campeonato Concacaf de 1977 \| \| 19 \| 27 de octubre de 1976 \| Toluca de Lerdo \| México \| 0:0 \| Canadá \| Clasificación para el Campeonato Concacaf de 1977 \| \| 20 \| 8 de febrero de 1977 \| Monterrey \| México \| 0:1 \| Yugoslavia \| Amistoso \| \| 21 \| 24 de mayo de 1977 \| Monterrey \| México \| 2:1 \| Perú \| Amistoso \| \| 22 \| 14 de junio de 1977 \| Ciudad de México \| México \| 2:2 \| Alemania Federal \| Amistoso \| \| 23 \| 27 de septiembre de 1977 \| Monterrey \| México \| 3:0 \| Estados Unidos \| Amistoso \| \| 24 \| 9 de octubre de 1977 \| Ciudad de México \| México \| 4:1 \| Haití \| Campeonato Concacaf de 1977 \| \| 25 \| 19 de octubre de 1977 \| Ciudad de México \| México \| 2:1 \| Guatemala \| Campeonato Concacaf de 1977 \| \| 26 \| 22 de octubre de 1977 \| Monterrey \| México \| 3:1 \| Canadá \| Campeonato Concacaf de 1977 \| \| 27 \| 23 de junio de 1981 \| Ciudad de México \| México \| 1:3 \| España \| Amistoso \| \| 28 \| 22 de noviembre de 1981 \| Tegucigalpa \| Honduras \| 0:0 \| México \| Campeonato Concacaf de 1981 \| |                          |                    |                |      |                  |                                                   |
| N.º | Fecha                    | Ciudad             | Local          | Res. | Visitante        | Competición                                       |
| 1 | 4 de febrero de 1969     | León de Los Aldama | México         | 1:0  | Colombia         | Amistoso                                          |
| 2 | 20 de mayo de 1969       | Ciudad de México   | México         | 0:1  | Perú             | Amistoso                                          |
| 3 | 22 de mayo de 1969       | León de Los Aldama | México         | 3:0  | Perú             | Amistoso                                          |
| 4 | 1 de junio de 1969       | Ciudad de México   | México         | 0:0  | Inglaterra       | Amistoso                                          |
| 5 | 18 de febrero de 1970    | León de Los Aldama | México         | 2:0  | Bulgaria         | Amistoso                                          |
| 6 | 22 de febrero de 1970    | Ciudad de México   | México         | 0:0  | Suecia           | Amistoso                                          |
| 7 | 26 de febrero de 1970    | Ciudad de México   | México         | 0:0  | Unión Soviética  | Amistoso                                          |
| 8 | 1 de marzo de 1970       | Puebla de Zaragoza | México         | 0:1  | Suecia           | Amistoso                                          |
| 9 | 5 de marzo de 1970       | Lima               | Perú           | 0:1  | México           | Amistoso                                          |
| 10 | 15 de marzo de 1970      | Ciudad de México   | México         | 3:1  | Perú             | Amistoso                                          |
| 11 | 18 de marzo de 1970      | León de Los Aldama | México         | 3:3  | Perú             | Amistoso                                          |
| 12 | 22 de abril de 1970      | Ciudad de México   | México         | 1:1  | Rumania          | Amistoso                                          |
| 13 | 26 de abril de 1970      | Ciudad de México   | México         | 3:2  | Rumania          | Amistoso                                          |
| 14 | 30 de septiembre de 1970 | Río de Janeiro     | Brasil         | 2:1  | México           | Amistoso                                          |
| 15 | 1 de diciembre de 1970   | Ciudad de México   | México         | 3:0  | Australia        | Amistoso                                          |
| 16 | 3 de octubre de 1976     | Los Angeles        | Estados Unidos | 0:0  | México           | Clasificación para el Campeonato Concacaf de 1977 |
| 17 | 10 de octubre de 1976    | Vancouver          | Canadá         | 1:0  | México           | Clasificación para el Campeonato Concacaf de 1977 |
| 18 | 15 de octubre de 1976    | Puebla de Zaragoza | México         | 3:0  | Estados Unidos   | Clasificación para el Campeonato Concacaf de 1977 |
| 19 | 27 de octubre de 1976    | Toluca de Lerdo    | México         | 0:0  | Canadá           | Clasificación para el Campeonato Concacaf de 1977 |
| 20 | 8 de febrero de 1977     | Monterrey          | México         | 0:1  | Yugoslavia       | Amistoso                                          |
| 21 | 24 de mayo de 1977       | Monterrey          | México         | 2:1  | Perú             | Amistoso                                          |
| 22 | 14 de junio de 1977      | Ciudad de México   | México         | 2:2  | Alemania Federal | Amistoso                                          |
| 23 | 27 de septiembre de 1977 | Monterrey          | México         | 3:0  | Estados Unidos   | Amistoso                                          |
| 24 | 9 de octubre de 1977     | Ciudad de México   | México         | 4:1  | Haití            | Campeonato Concacaf de 1977                       |
| 25 | 19 de octubre de 1977    | Ciudad de México   | México         | 2:1  | Guatemala        | Campeonato Concacaf de 1977                       |
| 26 | 22 de octubre de 1977    | Monterrey          | México         | 3:1  | Canadá           | Campeonato Concacaf de 1977                       |
| 27 | 23 de junio de 1981      | Ciudad de México   | México         | 1:3  | España           | Amistoso                                          |
| 28 | 22 de noviembre de 1981  | Tegucigalpa        | Honduras       | 0:0  | México           | Campeonato Concacaf de 1981                       |

## Clubes
| Club                 | País   | Año       |
| -------------------- | ------ | --------- |
| Universidad Nacional | México | 1964-1972 |
| Laguna               | México | 1972-1973 |
| Puebla               | México | 1973-1975 |
| América              | México | 1975-1979 |
| Tampico              | México | 1979-1980 |
| Atlas                | México | 1980-1982 |
| Morelia              | México | 1982-1983 |

## Palmarés

### Títulos nacionales
| Título               | Equipo  | País   | Año     |
| -------------------- | ------- | ------ | ------- |
| Primera División     | América | México | 1975-76 |
| Campeón de Campeones | América | México | 1975-76 |

### Títulos internacionales
| Título                                | Equipo (*) | País    | Año  |
| ------------------------------------- | ---------- | ------- | ---- |
| Campeonato de Naciones de la Concacaf | México     | México  | 1977 |
| Copa de Campeones de la Concacaf      | América    | Surinam | 1977 |
| Copa Interamericana                   | América    | México  | 1978 |

(*) Incluye a la selección.